# Psychotria nudiflora
Psychotria nudiflora là một loài thực vật có hoa trong họ Thiến thảo. Loài này được Wight & Arn. miêu tả khoa học đầu tiên năm 1834.